# Esparsac
Esparsac es una comuna francesa situada en el departamento de Tarn y Garona, en la región de Occitania.

## Demografía
| 346 | 303 | 253 | 246 | 256 | 245 | 256 |
| Para los censos de 1962 a 1999 la población legal corresponde a la población sin duplicidades (Fuente: INSEE [Consultar]) |     |     |     |     |     |     |